# Уелски език
Уелският език (Cymraeg, Къмрайг или y Gymraeg, ъ Гъмрайг) е келтски език от бритската подгрупа на келтските езици. Говори се в Уелс, както и в някои прилежащи части на Англия. Извън Уелс най-голямата общност, говореща уелски, живее в долината Чубут, аржентинска Патагония. Уелски също така се говори в останалите части на Обединеното кралство, САЩ, Канада и Австралия.

## История
Периодът на римското владичество (I – V век) не довежда до пълното романизиране на келтските P-диалекти в Британия, от които по-късно произлиза уелският език.
Възникването на уелски се датира между VI и VIII век, период на англосаксонските нашествия, заселването в Англия на германоезични племена и изтласкването на британското келтско население на запад и юг, към изолираните помежду си области Уелс, Корнуол, Кумбрия и Бретан. Този период се нарича ранноуелски, оттогава са и първите паметници, позволяващи да се идентифицира уелският език. По-многочислени са паметниците от староуелския период, обхващащ IX – XI век. Периодът XII – XIV век се нарича средноуелски и се характеризира със създаването на множество религиозни текстове, както и на сборниците с митологично-историческа проза Mabinogion, Llyfr Gwyn Rhydderch („Бялата книга на Ридерх/Родерик“) и Llyfr Coch Hergest („Червената книга на Хергест“).
За новоуелски се говори от XIV-XV век, като решаващо събитие от това време е издаването на превода на Библията от Уилиам Морган през 1588 г. Преводът изиграва ролята на кодификатор на литературния език, при все че този процес не е завършен и до днес, и се запазват съществени различия между северните и южните диалекти. На границата между средноуелски и съвременния уелски период твори и смятаният за най-велик уелски поет Давид ап Гуилъм (Dafydd ap Gwilym, 1315/1320 – 1350/1370).
Периодът на късния новоуелски започва с публикуването на Библията на Уилиам Морган и продължава до днес.
- Езици на Уелс 1750 - 1900
- 1750
- 1800
- 1850
- 1900

## Съвременен статус
Периодът от XIX век до днес се отличава с намаляването на броя на говорещите уелски и на изместването му от английски. При преброяването на населението от 1891 г. 54 на сто от жителите на Уелс са посочили, че говорят уелски, докато през 1981 г. този брой е бил едва 19 на сто. Негативната тенденция обаче постепенно се пречупва, и при преброяването през 2001 г. около 21 на сто са посочили, че говорят уелски. Това се дължи както на засилващата се кампания по изучаването му, така и на приемането на редица закони за неговата защита през 90-те години на ХХ век, и особено на използването му в парламента на Уелс, създаден през 1999 г. Според британския Закон за уелския език (Welsh Language Act) от 1993 година този език е равноправен с английския на територията на Уелс. Законът влиза в сила на 21 декември 1993 година и предвижда създаването на специален Комитет за уелския език към държавния секретар на Уелс.

## Граматика

### Фонетика

#### Гласни звукове
Гласните в уелски език са кратки и дълги, както следва:
| Прости гласни    | Предни | Средни | Задни |
| ---------------- | ------ | ------ | ----- |
| Затворени        | iː     | ɨː     | uː    |
| Полузатворени    | ɪ      | ɨ̞      | ʊ     |
| Затворени средни | eː     | ə      | oː    |
| Отворени средни  | ɛ      | ə      | ɔ     |
| Отворени         | a      |        | ɑː    |

#### Мутация на началните съгласни
Уелският език споделя уникалното за индоевропейските езици явление мутация на началната съгласна („treiglad“) с останалите келтски езици на Британските острови. Въз основа на наличните данни се смята, че това явление се е развило само в островните келтски езици и не е било представено в континенталните езици от същата група, например в изчезналия галски език. При мутацията първият звук на дума, започваща на съгласна, може да се променя в зависимост от предходната дума или от граматичния контекст. В уелски език се наблюдават три мутации: смекчаване (лениция, „treiglad meddal“), потъмняване (назализация, „treiglad trwynol“), придихание (аспирация, „treiglad llaes“), както и смесена мутация.
| Основна | Смекчаване | Потъмняване    | Придихание     |
| ------- | ---------- | -------------- | -------------- |
| p       | b          | mh             | ph             |
| b       | f          | m              | не се извършва |
| t       | d          | nh             | th             |
| d       | dd         | n              | не се извършва |
| c       | g          | ngh            | ch             |
| g       | *          | ng             | не се извършва |
| m       | f          | не се извършва | не се извършва |
| ll      | l          | не се извършва | не се извършва |
| rh      | r          | не се извършва | не се извършва |

- Леницията за g е неговото изчезване: gardd (градина) – yr ardd (градината).

Пример: „камък“: carreg, „камъкът“ – y garreg (лениция), „моят камък“ – fy ngharreg (назализация) и „нейният камък“ – ei charreg (аспирация).

### Спомагателни глаголи
В уелски език спомагателните глаголи се използват изключително често. За разлика от английския, който използва спомагателни глаголи (например be, за да изрази продължителност на действието), в уелския всички глаголи се спрягат с помощта на спомагателен глагол.
За сегашно време се използва глаголът bod (съответства на английското be, „съм“).
Например:
- dw i'n mynd се превежда буквално като I am going, но означава всъщност „отивам“ („I go“).

За минало и бъдеще време се използват спреженията на глаголите, макар че в разговорната реч се употребява отглаголното съществително + спрегнатата форма на глагола gwneud „правя“. Например:
- mi es i fynd/mi wnes i fynd „отидох“
- mi a' i fynd/mi wna i fynd „ще отида“

## Речник
Речниковият състав е с индоевропейски произход. Има много заемки от латински, френски, английски.